# Bhadrakalin hram, Warangal
Bhadrakalin hram jest hinduistički hram u Indiji. Svetište, posvećeno božici Bhadrakali, nalazi se na brijegu.

## Božica
Svetište je posvećeno Bhadrakali, božici koja je vrlo važna u hinduizmu i mitologiji. Božica (devi) jest oblik velike božice Kali („crna“), a smatrana je „srećonošom“.

## Hram
Hram je vjerojatno izgrađen 625. godine nove ere, a naredbu je izdao kralj Pulakeshin II., pripadnik dinastije Chalukye (prema natpisu na hramskim zidovima). Indijski su vladari smatrali Bhadrakali svojim zaštitničkim božanstvom.
Nakon pada dinastije Kakatiye zbog muslimana, hram je izgubio značaj.